# Schepen van Zwammerdam

Locatiekaart Nigrum Pullum met vindplaats van de schepen

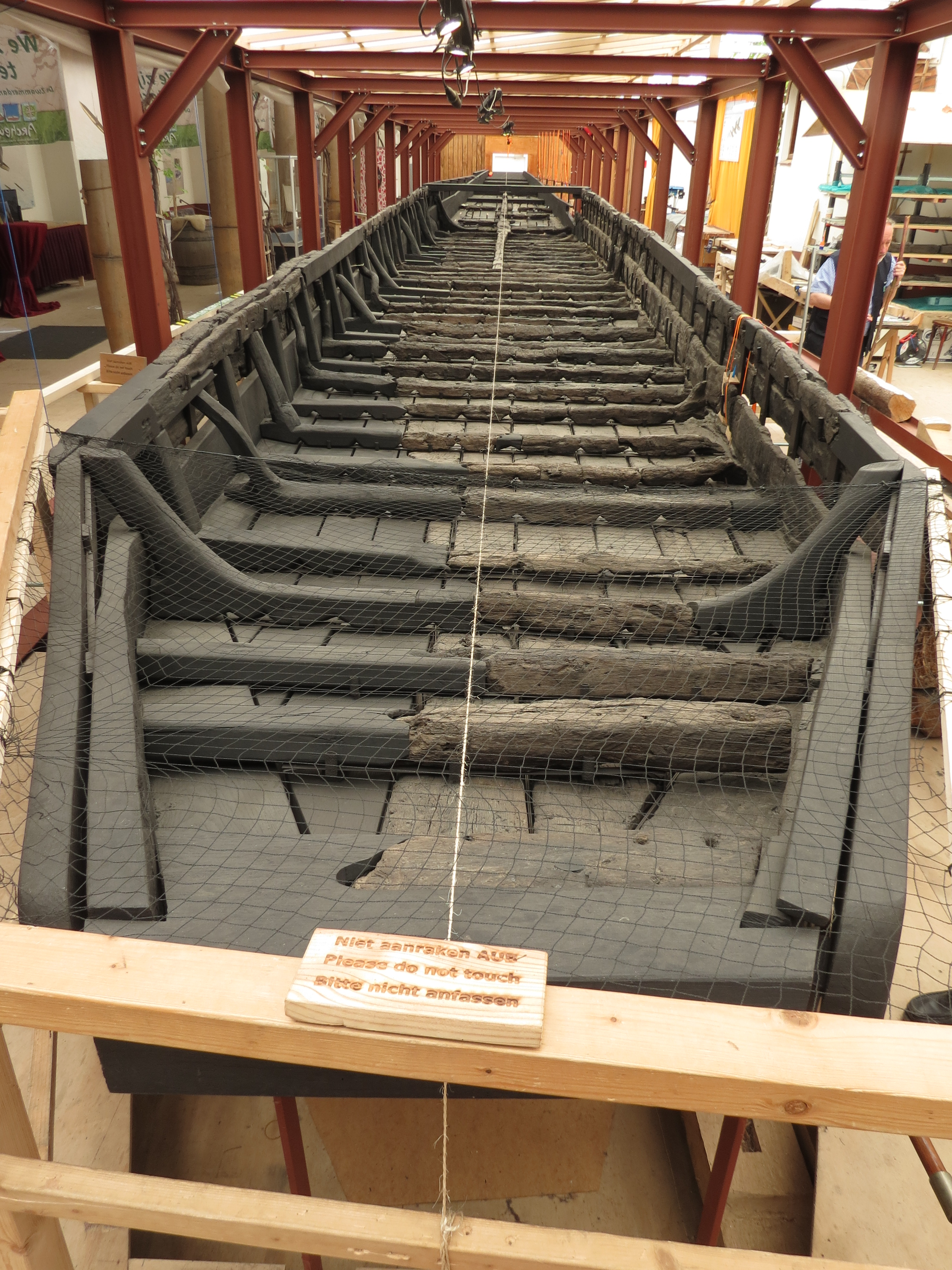
Gerestaureerd schip Zwammerdam 2 in Archeon (links reconstructie, rechts oorspronkelijk hout)

De schepen van Zwammerdam zijn een aantal archeologische vondsten van houten vaartuigen uit de Romeinse tijd op het landgoed de "Hooghe Burch" in het Nederlandse dorp Zwammerdam, gemeente Alphen aan den Rijn.
Samen met de schepen van De Meern en de schepen van Woerden vormen de schepen van Zwammerdam de belangrijkste archeologische vondsten in Noordwest-Europa van schepen uit de Romeinse tijd. Dat komt omdat de grensrivier de Rijn met haar zijarmen er destijds doorheen stroomde. In Zwammerdam lag het Castellum Nigrum Pullum - vertaald "Zwarte Kip" (49 nChr) ontdekt door Prof.Dr.Willem Glasbergen in 1968, na een vermoeden reeds geuit door zijn collega Prof.Dr.Alexander Willem Byvanck in een publicatie in 1943, dat hier een Romeinse nederzetting zou kunnen liggen. Hij ontleende dit aan de vondst van een dakpan uit 200nC met het stempel "Legio I Minerva" van het leger Neder-Germania. Na zijn ontdekking van het Romeinse verleden van Valkenburg, volgde Zwammerdam. Het Romeinse Fort hier was ook de overslagplaats van bouwmaterialen voor het Castellum Albanianae, dat vijf kilometer westelijk gebouwd was in verband met invallen van Friezen over de Aar in 51 nChr. Door grondbewegingen en modderstromen in de 3e eeuw nChr. zijn de schepen scheef in de grond komen te liggen. De veen-bodem, afgedekt met rivierklei  en grondwaterstand zorgden daarbij voor een gunstige natuurlijke conservering van vergankelijke materialen als hout.

## Vondst
Tijdens de aanleg van paviljoens voor de zorginstelling Johannes Stichting op het landgoed de Hooge Burch werd op 7 november 1973 bij het graven van een proefsleuf door Siem de Jong, medewerker van de Rijksdienst IJsselmeer Polders - R.IJ.P. en betrokken bij de opgraving van Prof. Glasbergen van het I.P.P., een visbun aangetroffen. Nadien werden in de oude rivierbedding nog een vijftal rivierschepen uit de Romeinse tijd ontdekt. Totaal dus 6 stuks. Het ontbreken van geld voor een damwand tegen instortingsgevaar bij de verantwoordelijke overheidsinstanties leidde tot Nederlands eerste crowdfundraising voor een culturele overheidsaangelegenheid. Op initiatief van de Alphense architect Latief Perotti werd in overleg met prof. Glasbergen, de actie "Red Romeins Schip Zwammerdam" opgezet, die gesteund werd door Avro-TVdirecteur Siebe van der Zee en koningin Juliana. Alle aangetroffen schepen werden opgegraven : drie vissersboten van uitgeholde eikenstammen en drie militaire platbodem-transportschepen van 20-34 meter lang die door de Romeinen onder andere werden gebruikt om bakstenen uit Nijmegen en leisteen uit de Eifel over de Rijn te vervoeren. De teruggevonden vaartuigen hebben ieder een nummering gekregen, voorafgegaan door de naam van dit dorp als vindplaats: Zwammerdam 1 t/m Zwammerdam 6 en werden 45 jaar geconserveerd in zinkbakken met polyethyleenglycol in het Nationaal Depot voor Scheepsarcheologie in Ketelhaven en later in Lelystad. Er werd ook een roer gevonden. Op grond van biedingen in 1974 lag de antiquiteitswaarde van Zwammerdam 4 in de grond al op € 2-4 miljoen. De toenmalige minister van CRM Harry van Doorn, formele eigenaar van de bodemvondsten, zag wettelijk geen mogelijkheden tot verhandelen. Betaalde uitleen moest worden bestudeerd.
De volgende stichtingen werden indertijd opgericht voor het uitgraven, conserveren en huisvesting van de Zwammerdamschepen in een museum, alsmede de planvorming van Archeon.
1. "Stichting Redt Romeins Schip Zwammerdam" - 1974. Initiatief architect Latief Perotti  ten behoeve van uitgraven en conserveren;
2. "Stichting voor Experimentele Archeologie en Educatieve Vorming - Exparch" - 1978. Initiatief ing. Doedo Buining en prof. dr. Leendert P. Louwe Kooijmans, ten behoeve van planvorming voor een historische nederzetting te Apeldoorn, naar een voorbeeld in Denemarken. Dit werd gesteund door het RMO te Leiden en het ROB te Amersfoort.
3. "Stichting Forum Romanum Albanianum " - 1984. Initiatief ing. Jan J. de Back en architect Latief Perotti ten behoeve van het stichten van een Romeins Scheepvaartmuseum voor de "Zwammerdamschepen" en Toerismebevordering te Alphen aan den Rijn. Dit initiatief werd gesteund door de "Stichting Alphen Promotion" - voorzitter drs. Henk Dinkelaar, alsmede de "Vereniging van Ondernemers Alphen aan den Rijn -VOA", voorzitter Aad Groenendijk en de "Economische Adviesgroep Alphen aan den Rijn", met de leden drs. Henk Dinkelaar - directeur Ingenieursbureau, bankdirecteur Bert van Zeijts, ir. Bert A. Bos, directeur Openbare Werken en de Alphense Culturele Raad, voorzitter Piet van Uden. De noodzaak tot een brede kostendrager voor een museum inspireerde in 1986 het bestuur van de stichting Forum Romanum Albanianum om haar initiatief uit te breiden in de geest van stichting Exparch en diverse andere lopende initiatieven in Duitsland, Zwitserland, Engeland en Frankrijk.
4. Dit leidde tot de fusie van de stichtingen Exparch en Forum Romanum Albanianum en heeft onder leiding van ing. Jan J. de Back geleid tot de stichting Exparch, die korte tijd later overging in Themapark Archeon.

## Tentoonstellingen en restauratie
Op het terrein van de zorginstelling is in Grand Café "De Haven" een tentoonstelling ingericht met vondsten en schaalmodellen van alle schepen. De resten van boomstamkano Zwammerdam 5 (Z5) liggen geconserveerd tentoongesteld in het Archeologiehuis Zuid-Holland in het Archeon in Alphen aan den Rijn. De Z5 heeft in Romeinse tijd nog een tweede leven gehad als visbun: een afgedekte watergevulde opslag voor levende vis. Voor de rest van de schepen is een restauratietraject gestart in het Archeon dat vijf jaar duurt en waarvoor de schepen vanuit Lelystad naar het Archeon werden getransporteerd. Er zijn plannen voor een archeologisch Provinciaal Romeins Scheepvaartmuseum in het Archeon. De eerste restauratie in het Archeon is uitgevoerd aan Zwammerdam 2, eerst werd het hout gespoeld met schoon water, waarna het werd geimpregneerd met kunsthars. In het Archeon is ook een reconstructie van de platbodem Zwammerdam 6 te bezichtigen, in het Archeologisch Park Xanten is een tweede replica van de Zwammerdam 6 gebouwd.
Mede door de antiquiteitswaarde wordt voor Zwammerdam 4 gepleit voor een wetenschappelijke assemblage door gespecialiseerde houten-botenbouwers. Door de geringe draagkracht voor een kostenvergend museum in Alphen en overheidsbezuinigingen met financiële risico's voor Archeon, wordt door Provinciale Staten Zuid-Holland gepleit voor Katwijk als vestigingsplaats voor een provinciaal Romeins scheepvaartmuseum. Katwijk heeft een continue stroom van toeristen als zekere kostendrager. In Archeon kan een vaste tentoonstelling voor Z2 en de replica van Z4 tegen lage kosten aan de noord-westkant van het museumpark worden gerealiseerd.

## Afbeeldingen

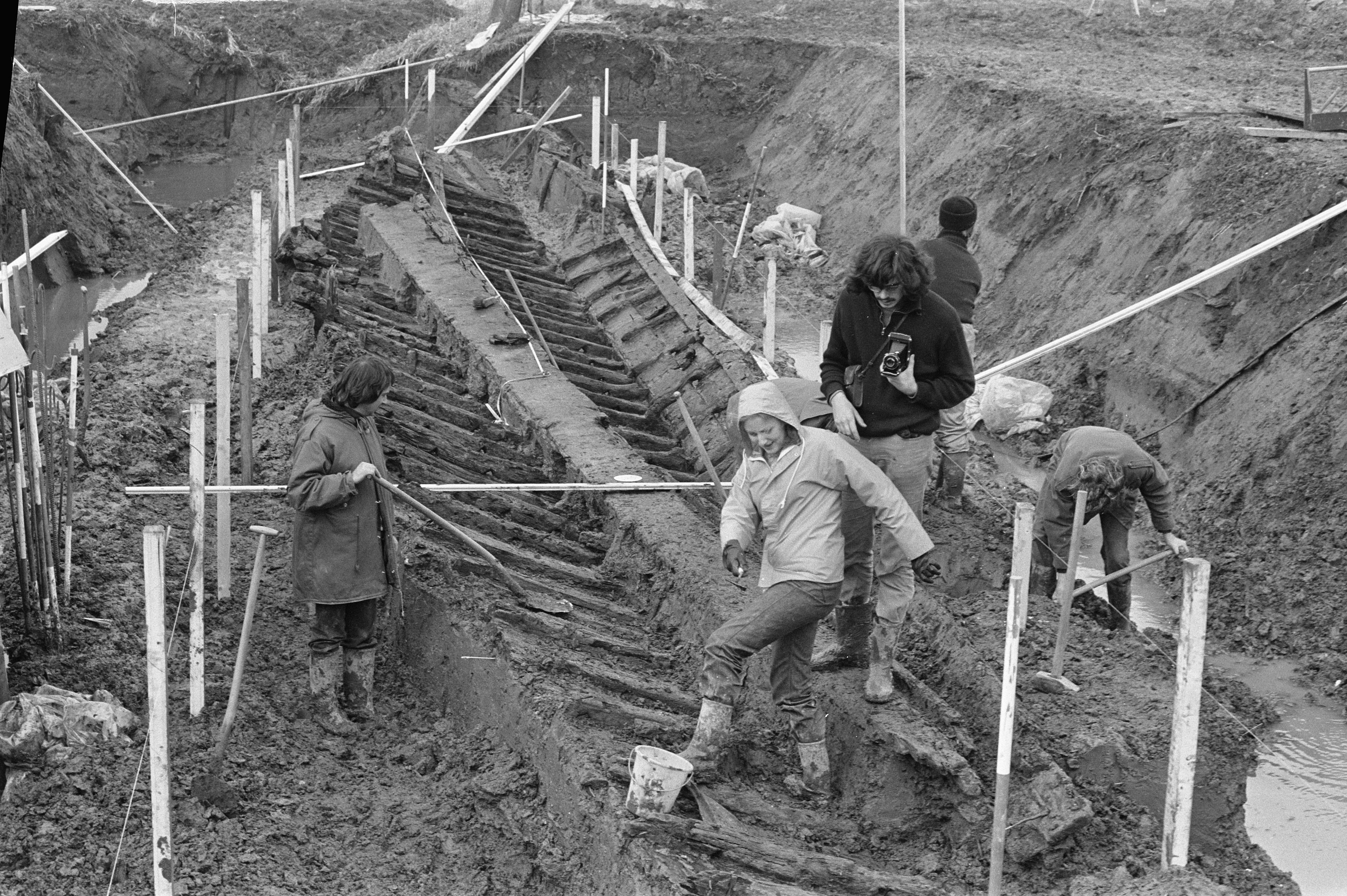
Studenten bij archeologische opgraving Romeins schip
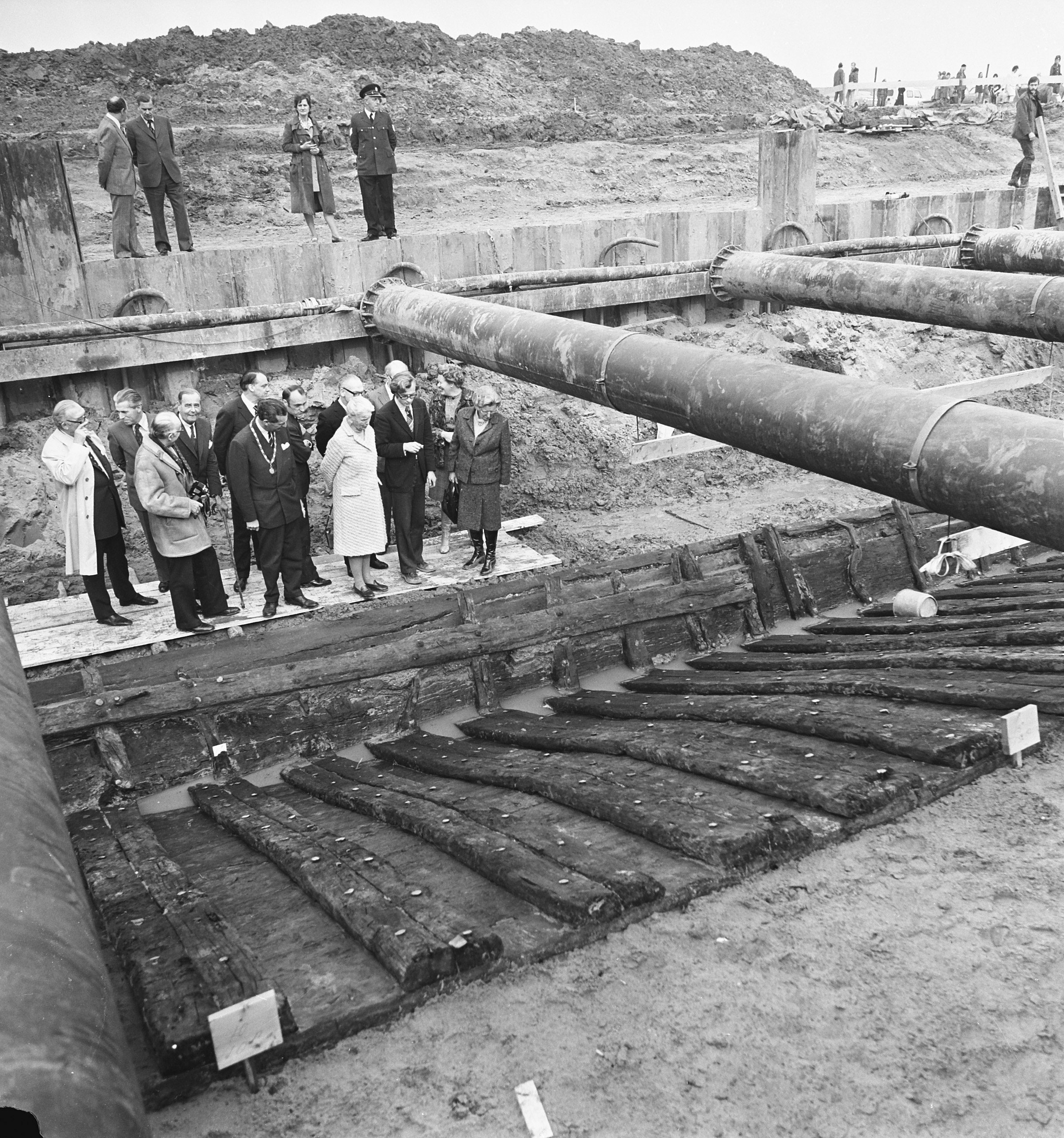
Koningin Juliana bezoekt wrak Romeins schip Zwammerdam
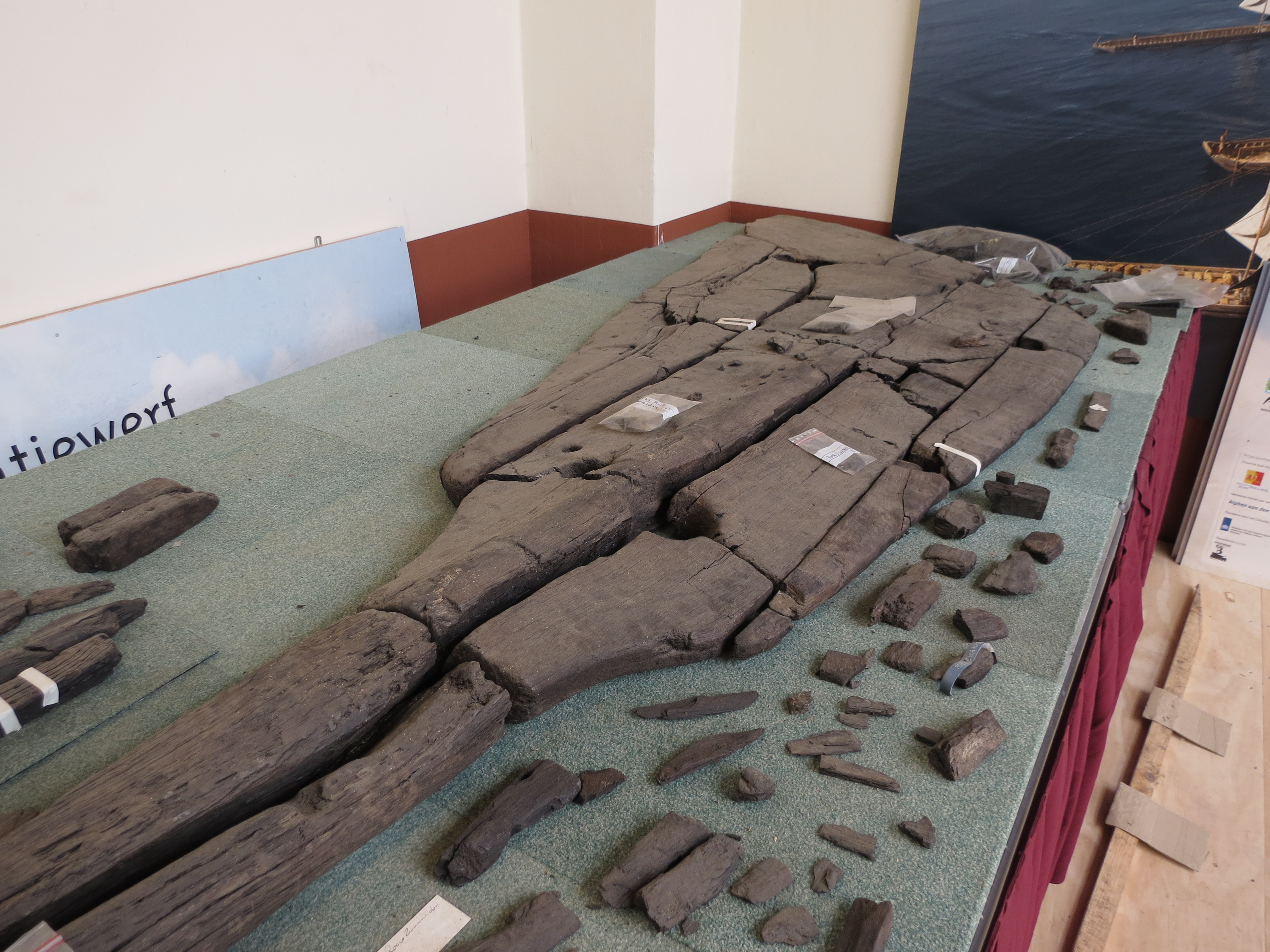
Roer romeins vrachtschip, tentoongesteld in themapark Archeon
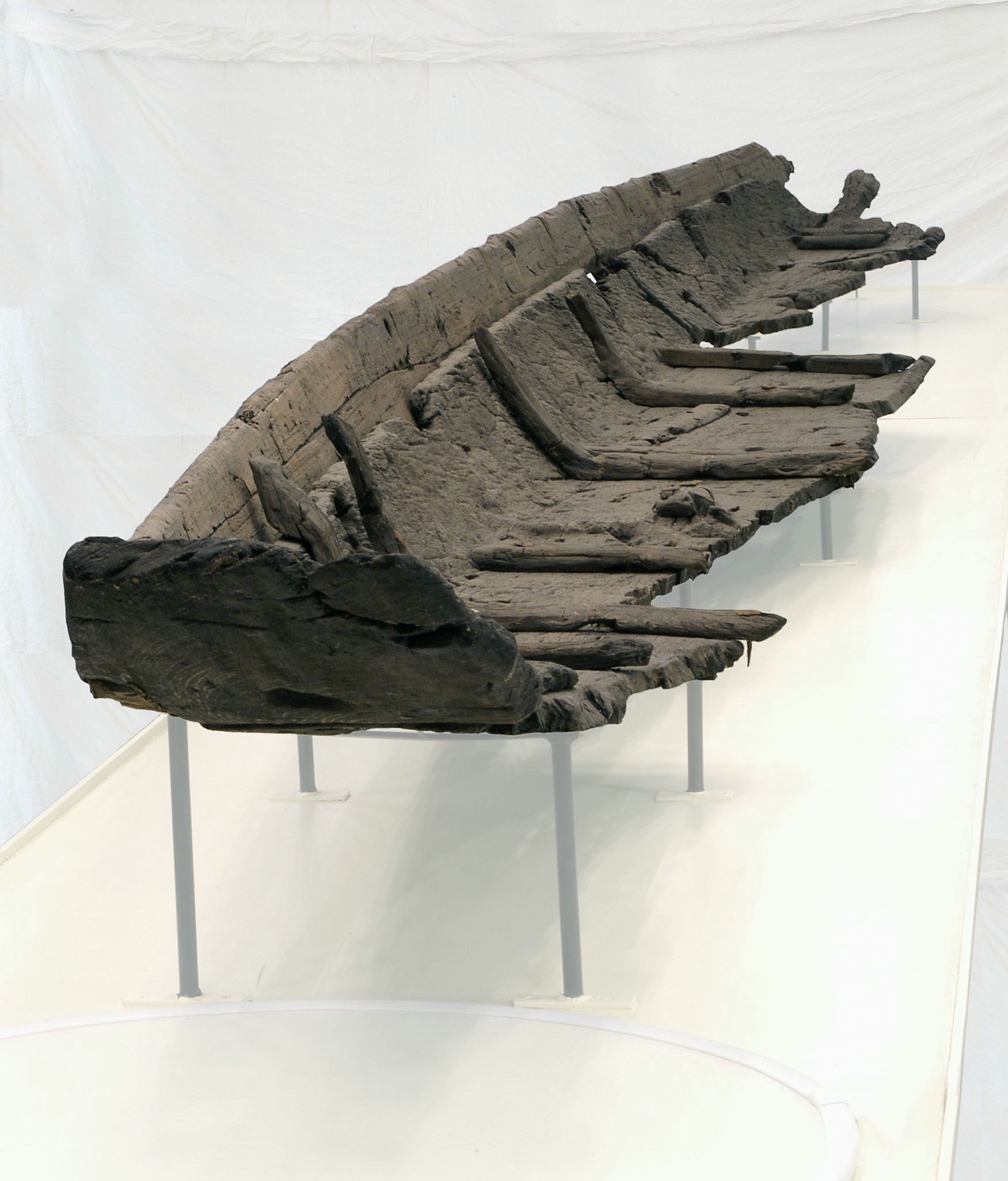
Boomstamkano opgegraven in Zwammerdam
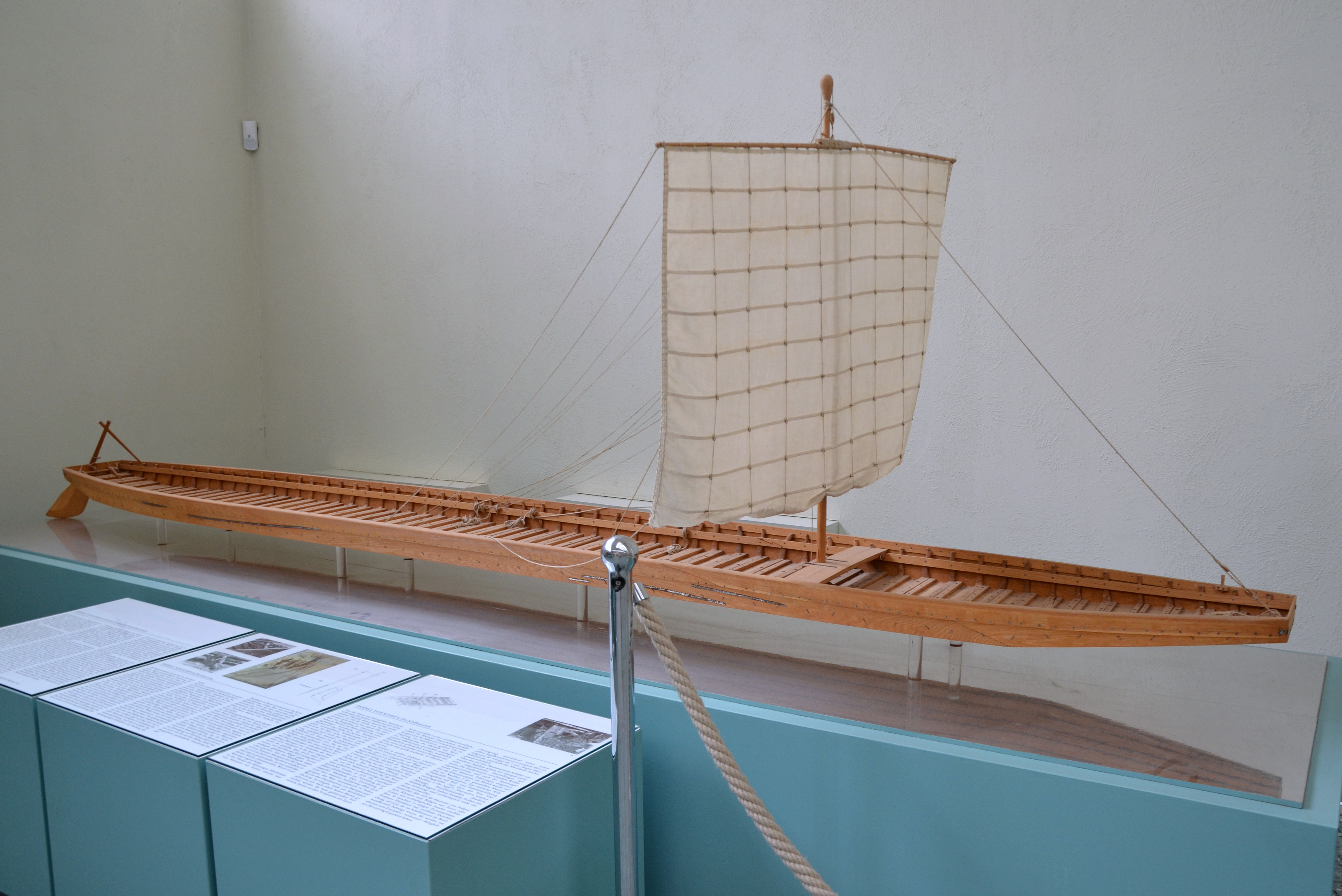
Model platbodem vrachtschip zoals gevonden in Zwammerdam, Museum voor Antieke Scheepvaart, Mainz